# Mezőlak, Veszprém
Mezőlak  este un sat în districtul Pápa, județul Veszprém, Ungaria, având o populație de 1.077 de locuitori (2011). 

## Demografie
Componența etnică a satului Mezőlak
     Maghiari (98,33%)
     Romi (1,67%)
Componența confesională a satului Mezőlak
     Reformați (33,89%)
     Romano-catolici (31,48%)
     Luterani (14,67%)
     Fără religie (3,62%)
     Necunoscută (16,34%)
Conform recensământului din 2011, satul Mezőlak avea 1.077 de locuitori. Din punct de vedere etnic, majoritatea locuitorilor (98,33%) erau maghiari, cu o minoritate de romi (1,67%). Nu există o religie majoritară, locuitorii fiind reformați (33,89%), romano-catolici (31,48%), luterani (14,67%) și persoane fără religie (3,62%). Pentru 16,34% din locuitori nu este cunoscută apartenența confesională.